# Januargesellschaft
Die Januargesellschaft oder Januargesellschaft der Wittwen- und Statutenkasse ist ein traditionelles Kaufmannsfest von Mitgliedern der Handelskammer Bremen, das jeweils am Montag nach dem Dreikönigstag stattfindet.

## Geschichte
Der Brauch geht auf die „Große Kaufmannkost“ zurück, die erstmals 1549 erwähnt wird, und gehört mit zu den ältesten Festmahlen und Tischgesellschaften der Welt. Ihr gehören die amtierenden und früheren Mitglieder des Plenums der Bremer Handelskammer sowie die Syndici der Kammer an. Während der Januargesellschaft werden neue Plenarmitglieder in die Wittwen- und Statutenkasse aufgenommen. Traditionell erfolgte diese alljährliche Versammlung der sogenannten Elterleute der Kaufmannschaft zu Ehren der neu hinzugekommenen Mitglieder, was unter anderem aus der gegen Ende des 18. Jahrhunderts gebräuchlichen Bezeichnung „Introductions-Mahlzeit“ ersichtlich ist.
Die Wittwen- und Statutenkasse wurde 1774 gegründet, um die Hinterbliebenen verstorbener Plenarmitglieder finanziell zu unterstützen. Die Januargesellschaft wird bis heute aus den Erträgen der Kasse finanziert.
Die Januargesellschaft findet stets im Schütting, dem Sitz der Bremer Handelskammer statt und beginnt traditionell mit der Ehrung der Verstorbenen und der Aufnahme der neuen Mitglieder in die Wittwen- und Statutenkasse; danach folgt eine Grundsatzrede des Präses der Kammer zum Jahreswechsel. Den Abschluss bildet ein gemeinsames Festessen.